# T-14 Armata
Le T-14 Armata (en russe : T-14 Армата, appellation d'usine : Objet 148) est un char de combat russe. Son développement a commencé après l'abandon du programme T-95 (Objet 195). Il a été présenté le 9 mai 2015 lors du défilé militaire célébrant le 70e anniversaire de la victoire dans la Grande Guerre patriotique.

## Développement et production

### Contexte
La dislocation de l'URSS a marqué un coup d'arrêt dans le développement des futurs chars de combat soviétiques, l'abandon de nombreux programmes militaires qui s'ensuivit a forcé la Russie à maintenir le T-90. Néanmoins, le bureau d'études d'Uralvagonzavod a continué le développement d'un char de combat de nouvelle génération devant un jour succéder au T-90, l'Objet 195.
En avril 2010, le ministère de la Défense russe cesse de financer le développement de l'Objet 195, jugeant ce dernier obsolète, obligeant Uralvagonzavod à poursuivre le développement de son futur char de combat sur ses fonds propres.
En octobre 2010, le commandant en chef des forces terrestres russes, Alexandre Postnikov annonce lors d'une interview qu'une nouvelle famille de blindés lourds dénommée Armata est en cours de développement.

### Développement initial

#### Prototypes
Le 6 mai 2015, le char T-14 apparait pour la première fois en public, il participe alors à la répétition de la parade du défilé militaire du 9 mai célébrant le 70e anniversaire de la victoire dans la Grande Guerre patriotique.
En mai 2018, environ une vingtaine de T-14 étaient en période de tests avec les Forces armées russes. La production en série était prévue pour 2019-2020, mais des retards récurrents et problèmes de conception ont fait repousser cette date. Son coût, selon les médias russes en 2016, est de 250 à 400 millions de roubles (4 à 6,5 millions d'euros au taux de février 2017).
En 2019, la livraison prend du retard. Pour Michael Peck de The National Interest, cela est dû aux difficultés liées à la mise en place des innovations dont bénéficie le char, et aux surcoûts engendrés. L'armée russe limite alors ses commandes d'Armata, et préfère probablement se concentrer sur la modernisation des T-72, T-80 et T-90 existants.
En février 2020, on annonçait 500 T-14 et 400 T-90M pour 2027.

En avril 2020, Denis Mantourov, chef du ministère russe de l'Industrie et du Commerce annonçait sur la chaîne de télévision Rossiya-1 que les livraisons du char T-14 devraient commencer en 2021.

#### Retard dû à la situation géopolitique
Début 2019, le responsable russe Youri Borisov, vice-ministre russe de la Défense, confirme le report du lancement de ce char. Ainsi, en septembre 2017, Uralvagonzavod (UVZ) avait levé le voile sur une nouvelle version du char T-90, le T-90M reprenant certains composants développé pour le programme Armata, en particulier la conduite de tir et la climatisation. Et il fut annoncé que ces chars modernisés allaient commencer à être livrés à l’armée russe à partir de 2018. En novembre 2021, toujours en essais, son entrée en service est annoncée pour 2024. En outre, les unités blindées russes ont reçu – ou sont en train de recevoir – des chars T-72 et T-80 remis au standard B3M.

En septembre 2023, Viktor Murakhovsky, rédacteur en chef du magazine Arsenal de la Patrie, annonce que l'électronique des chars T-14 va être perfectionnée à la suite du retour d'expérience des essais effectués dans le district militaire nord, afin de débuter la production en grande série et de commencer les livraisons à l'armée de terre russe en 2024.

## Caractéristiques

### Disposition générale
D’une masse de 55 tonnes en ordre de combat, le char T-14 possède une tourelle inhabitée, il intègre un système de protection active Afganit. Ses trois membres d'équipage prennent place dans un unique compartiment situé entre le blindage frontal et le compartiment du carrousel à munitions de 125 mm.

### Mobilité

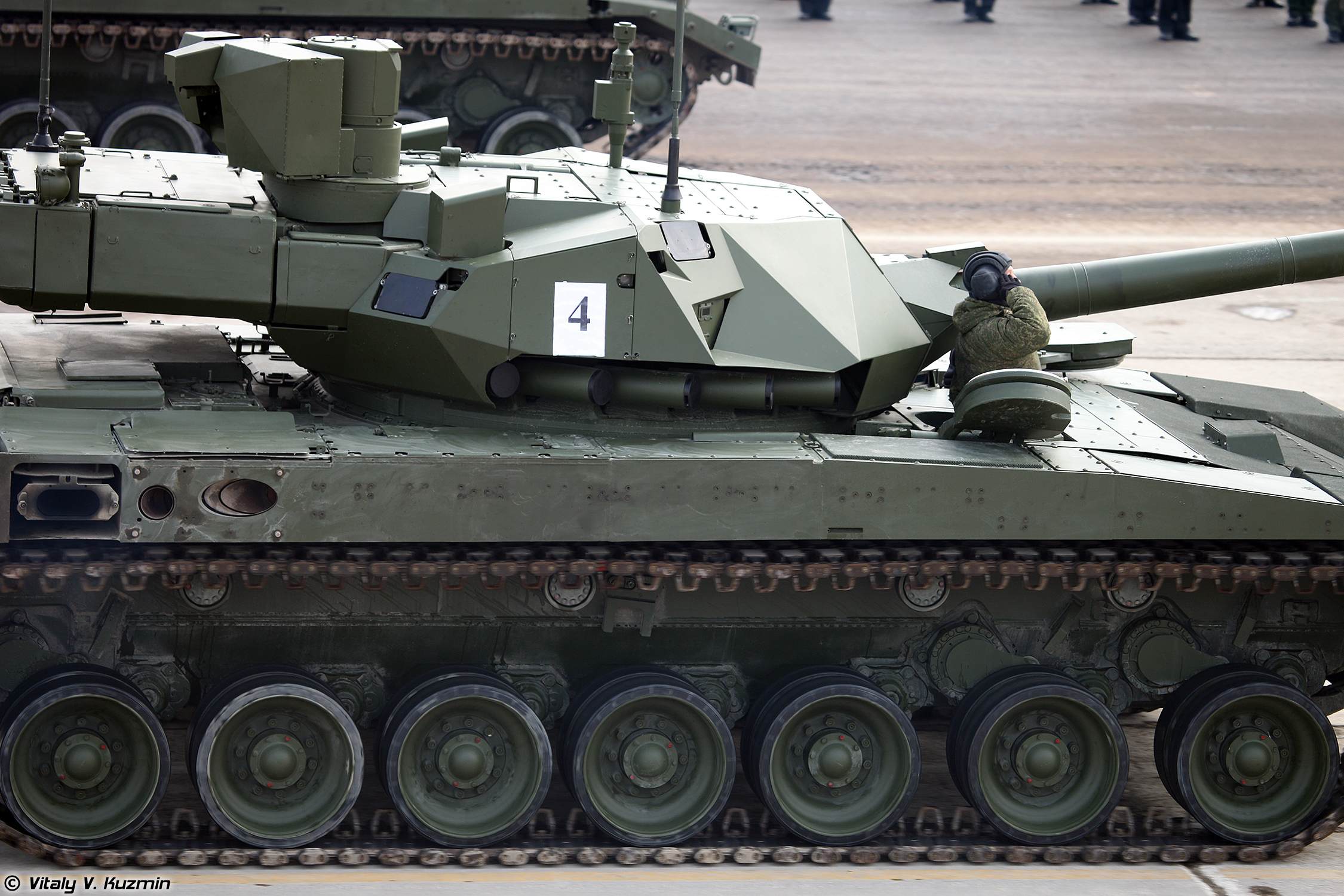
Gros plan sur le train de roulement d'un T-14, on peut apercevoir l'un des deux pots d'échappement sur le déport de caisse, à la hauteur du 7e galet de roulement et, juste à côté, l'échappement du groupe auxiliaire de puissance.

#### Motorisation
Le char est propulsé par un moteur diesel turbocompressé A-85-3A à douze cylindres ayant une puissance nominale de 1 500 ch à un régime de 2 000 tr/min. Développé par CTZ, il a la particularité d'avoir ses pistons disposés non pas en « V » mais en « X » afin de limiter l’encombrement du bloc-moteur.
Le développement de ce moteur avait commencé au début des années 1980 sous le nom de « A-85-2 » et il avait été testé à la fin de cette décennie sur l'Objet 186 et l'Objet 187.
D'une cylindrée avoisinant les 35 L, le moteur affiche une consommation spécifique de carburant de 160 g/Hph et son poids à sec, sans la poutre de refroidissement, est de 1 550 kg.

#### Transmission et direction
Le T-14 reprend une transmission de conception similaire à celle proposée sur le T-90MS, la boîte de vitesses mécanique est désormais robotisée tandis que le système de direction est piloté électroniquement. Pour des raisons de coûts et de complexité, la boîte de vitesses du T-14 n'intègre pas de convertisseur de couple et ne permet donc pas le passage des rapports sous couple.
Le T-14 devient le premier char russe à pouvoir effectuer un pivot sur place sans avoir recours au blocage de la chenille intérieure (ripage) et contrairement à ses prédécesseurs tels que le T-90 et T-72, la dépose du groupe motopropulseur peut être effectuée d'un seul tenant, à l'aide d'une grue.

#### Train de roulement
Il comporte sept galets de roulement en acier et quatre rouleaux porteurs sur lesquels reposent des chenilles à connecteurs à deux demi-corps disposant de semelles en caoutchouc amovibles. Le premier, le deuxième et le septième galet disposent chacun d'un amortisseur rotatif. Les galets de roulement font 70 cm de diamètre et sont dotés de bandages en caoutchouc.

### Protection

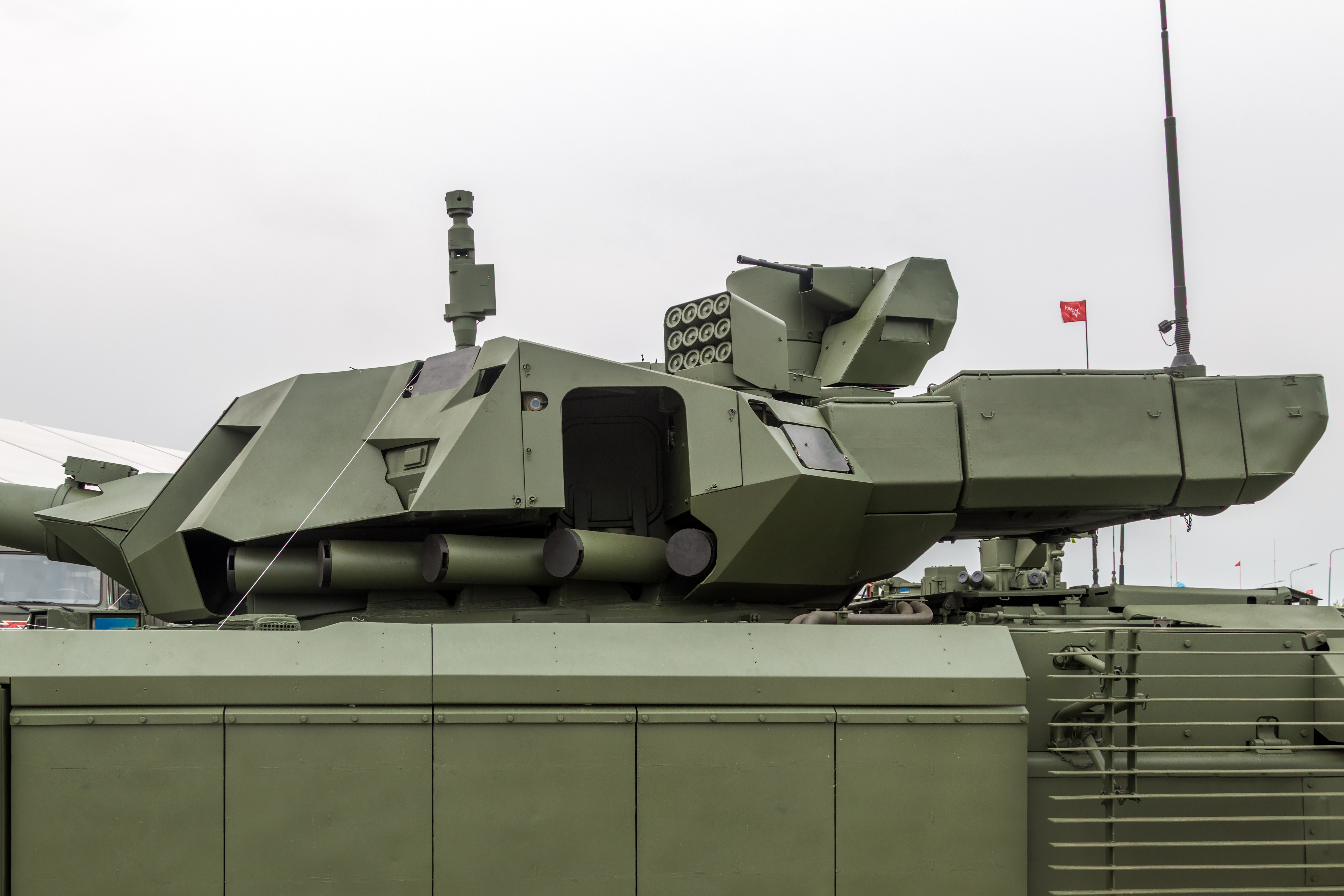
On peut apercevoir sur cette photo de la tourelle du T-14 les différents composants du système de protection active Afganit : deux antennes radar, un détecteur UV de départ de coup, un détecteur d'alerte laser, un panier mobile à grenades fumigènes et les tubes à munitions tueuses.

Le glacis avant présente une épaisseur de plus de 70 centimètres et renferme un blindage composite capable de contrer les obus-flèches et les charges creuses de gros calibre. Il est également recouvert de grandes tuiles rectangulaires formant le blindage réactif explosif Monolit.

Un blindage rapporté composite protège le toit de la tourelle et le compartiment d'équipage contre les attaques verticales type bombelettes.

Des pré-blindages latéraux (composite sur le premier tiers avant, réactif de type Relikt sur le deuxième tiers) protègent les flancs du châssis tandis que des grilles statistiques sont montées sur les flancs du compartiment moteur.

La partie inférieure de la pointe avant du châssis voit sa protection sensiblement améliorée grâce à la présence de la lame d’auto-enfouissement en acier que l'on retrouve sur la plupart des chars russes. 
La tourelle n’a pas fait l’objet des mêmes efforts de protection balistique pour des raisons de masse et d'encombrement. Une série de capotages en acier carènent l’armement et les équipements en n’assurant une protection que contre les projectiles de faible calibre. 
En complément, le char T-14 fait appel à plusieurs systèmes de protection active dont un système soft-kill (contre-mesures électro-optiques/électro-magnétiques), un hard-kill (protection active anti-projectiles ainsi que les blindages classiques et les dispositifs de survie après impact. L'Armata bénéficie de toute cette expérience technologique et sa tourelle présente une architecture très optimisée pour y intégrer plusieurs équipements et systèmes. La détection des menaces fait appel à quatre antennes radar couvrant 360° ainsi que des détecteurs d’alerte laser très visibles sur l’avant de la structure. En fonction de la nature de la menace (vecteur vitesse, distance, altitude), le T-14 peut déclencher soit l'éjection d'une munition tueuse du système Afganit (en) (les gros tubes disposés en éventail situés à la base de la tourelle) qui détruira le projectile, soit orienter l'un des deux paniers mobiles à grenades fumigènes situés sur le toit pour créer un rideau opaque masquant le char au lanceur ennemi. Douze lanceurs verticaux sont montés sur la tourelle et sont probablement destinés à l'éjection de leurres infrarouges (ou paillettes) afin de détourner les missiles de type « tire et oublie ».

### Armement et équipements

#### Armement principal
Le T-14 est armé d'un canon 2A82-1M de 125 mm à âme lisse monté dans une tourelle inhabitée. C'est un développement du canon 2A66 testé à la fin des années 1980 sur l'Objet 187. Le gain de puissance est réalisé grâce à une augmentation du volume de la chambre, lui permettant d'utiliser des charges propulsives plus volumineuses et donc plus puissantes. Les rumeurs sur le fait que le canon 2A82 de 125 mm aurait pu être remplacé par un canon 2A83 de 152 mm (testé jadis sur l'Objet 195) se sont révélées infondées.
Le chargement du canon est opéré par un carrousel automatisé d'une contenance de 32 obus situé dans le panier de la tourelle inhabitée, l'éjection des culots vides se fait par une trappe aménagée sur le flanc gauche de la tourelle.

#### Armement secondaire
Une mitrailleuse coaxiale 6P7К PKTM de 7,62 mm et une mitrailleuse 6P7К PKTM du même calibre, montées sur le viseur panoramique armé Hawkeye, viennent compléter l'armement principal.

#### Conduite de tir et moyens d'observation
Le T-14 utilise la conduite de tir automatisée Kalina. Le chef de char dispose d'un viseur panoramique stabilisé Hawkeye monté au sommet de la tourelle. Il intègre une voie jour et nuit (thermique). En l'absence d'oculaire, l'image est affichée sur un écran plat. L'opérateur de la tourelle dispose d'une version modifiée du viseur stabilisé SOSNA-U, ce dernier incorpore une voie jour et nuit (thermique) ainsi qu'un télémètre laser. Ces deux viseurs sont conçus et produits par la société biélorusse Peleng. Ces trois systèmes sont aussi présents sur le T-90MS.

## Variantes
- T-15 (Objet 149) : véhicule de combat d'infanterie basé sur le châssis du T-14.,
- T-16 (Objet 152) : dépanneur de chars reprenant le châssis du T-14.